# شهرستان زیگوی
شهرستان زیگوی (به لاتین: Zigui County) یک شهرستان‌های جمهوری خلق چین در چین است که در ایچانگ واقع شده‌است.
 شهرستان زیگوی ۲٬۴۲۷ کیلومتر مربع مساحت و ۳۶۷٬۱۰۷ نفر جمعیت دارد.